# E non c'è mai una fine
E non c'è mai una fine è un singolo del gruppo musicale italiano Modà, il primo estratto dal loro sesto album in studio Passione maledetta e pubblicato il 3 novembre 2015.

## Video musicale
Il video ufficiale del brano, diretto da Fabrizio De Matteis e Matteo Alberti per Topside Multimedia e girato a New York, è stato pubblicato alla mezzanotte del 3 novembre 2015. Alcune ore prima ne sono stati mostrati 40 secondi in anteprima sul sito dell'emittente radiofonica RTL 102.5.

## Classifiche
| Classifica (2015)         | Posizione massima |
| ------------------------- | ----------------- |
| Italia                    | 67                |
| Italia (airplay)          | 25                |
| Italia (airplay italiane) | 12                |